# 2-Нафтол
2-Нафтол (β-нафтол) — органічна сполука з формулою {\displaystyle {\ce {C10H7-OH}}} із класу фенолів. Є похідною нафталену, в якій атом H у β-позиції заміщений на гідроксильну групу. Ізомер 1-нафтолу.
Міститься в кам'яновугільній смолі в маленьких кількостях.

## Фізичні властивості

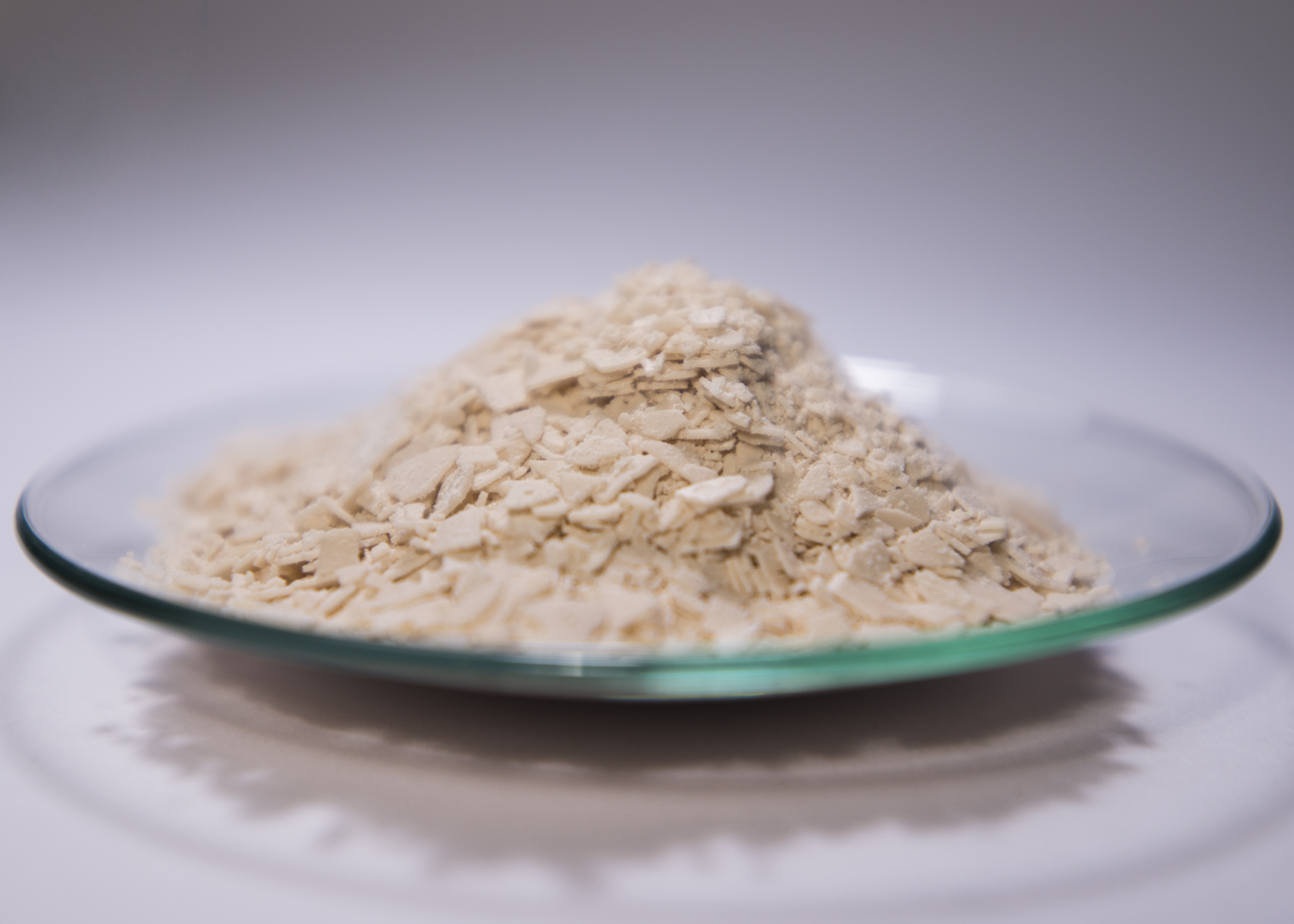
2-Нафтол

2-Нафтол має вигляд білої твердої речовини. Під дією повітря і світла темнішає. Запах — слабкий фенольний. Дуже добре розчиняється в етанолі та діетиловому етері, трохи гірше — в бензені та хлороформі. У воді розчиняється дуже погано.

## Отримання

### З 2-нафталенсульфокислоти
2-Нафтол отримують лужним сплавленням 2-нафталенсульфокислоти:
{\displaystyle {\ce {C10H7-SO3H + NaOH -> C10H7-OH + NaHSO3}}}
Спочатку натрієву сіль кислоти поступово додають до 50 % розчину натрій гідроксиду при температурі 300 °C, далі нагрівають до 320 °C. Після завершення реакції розплав виливають в воду, додають розведену сульфатну кислоту до рН 8 при температурі більше 100 °C, 2-нафтол у рідкому вигляді відділяють і вакуум-дистилюють. Загальний вихід складає 70 %, починаючи з нафталену.

### З ізопропілнафталену
Також отримують окисненням 2-ізопропілнафталену, який отримують ізомеризацією 1-ізопропілнафталену. Спочатку утворюється гідропероксид, який далі розпадається на 2-нафтол та ацетон:
Реакції алкілювання та ізомеризація проводять в присутності фосфатної кислоти при температурі до 240 °C. Окиснення 2-ізопропілнафталену до гідропероксиду проводять при температурі 90—110 °С в присутності каталізатору. Розщеплюється гідропероксид за допомогою розведеної сульфатної кислоти.

### Інші методи
Ще один спосіб отримання 2-нафтолу — гідроліз 2-хлоронафталіну.

## Хімічні властивості

### Реакції за участі гідроксильної групи
Гідроксильна група має кислотні властивості. Може взаємодіяти з лугами, утворюючи солі:
{\displaystyle {\ce {C10H7-OH + OH- <=>>C10H7-O- + H_2O}}}
При взаємодії зі спиртами утворює етери, а з ангідридами чи хлороангідридами карбонових кислот — естери:
{\displaystyle {\ce {C10H7-OH + R-OH <=> [H^+]C10H7-OR + H_2O}}}
{\displaystyle {\ce {C10H7-OH + R-CO-X -> C10H7-O-CO-R + HX}}} (X = Cl, O-CO-R)
При взаємодії з диметилтіокарбамілхлоридом в лужному середовищі утворюється 2-нафтилдиметилтіокарбамат, з якого потім можна отримати 2-нафталентіол:
{\displaystyle {\ce {C10H7-OH + Cl-CS-N(CH3)2 -> [OH^-]C10H7-O-CS-N(CH3)2 + HCl}}}
Реакція з фосфор пентахлоридом при відносно низькій температурі утворює три-2-нафтилфосфат, а при 150 °C продуктом є 2-хлоронафтален.
При реакції з аміаком в присутності гідросульфіту натрію відбувається реакція Бухерера і утворюється 2-нафтиламін:
Аналогічно, реакція з аніліном веде до утворення 2-нафтилфеніламіну.

### Реакції за участі ароматичного кільця

#### Електрофільне заміщення
Легко вступає в реакції електрофільного заміщення.
При хлоруванні гіпохлоритом натрію утворюється 1-хлоро-2-нафтол. При застосуванні сульфурил хлориду (SO2Cl2) може утворитися 1,4-дихлоро-2-нафтол. А розчин хлору в натрій карбонаті утворює 8-хлоро-2-нафтол.
При бромуванні в оцтовій кислоті утоврюється 1-бромо-2-нафтол, за наявності більшої кількості брому утворюється 1,6-дибромо-2-нафтол, який може дебромуватися в присутності розведеної кислоти, утворюючи 6-бромо-2-нафтол. При надлишку брому і температурі 100 °C утворюється 1,5,6-трибромо-2-нафтол, а також 1,3,5,6-тетрабромо-2-нафтол.
Сульфування при 0 °C веде до утворення 3-гідроксинафтален-1-сульфокислоти, тобто сульфогрупа вступає в мета-положення до гідроксигрупи.
Реагує з діоксидом азоту (нітрування) з утворенням 1-нітро-2-нафтолу. Оскільки нітрогрупа — дезактувуючий замісник, друга нітрогрупа вступає в інше кільце, утворюючи 1,6-динітро-2-нафтол. При застовуванні концентрованого розчину нітратної кислоти в оцтовій кислоті одразу утворюється 1,6-динітро-2-нафтол.
Також вступає у реакції азосполучення в положення 1.

#### Окісно-відновні реакції
При окисненні хлоридом феруму(III) утворюється 2,2'-дигідрокси-1,1'-бінафтил:
Може відновлюватися воднем у присутності каталізатору чи натрієм. При цьому утворюється переважно 1,2,3,4-тетрагідро-2-нафтол.

## Застосування

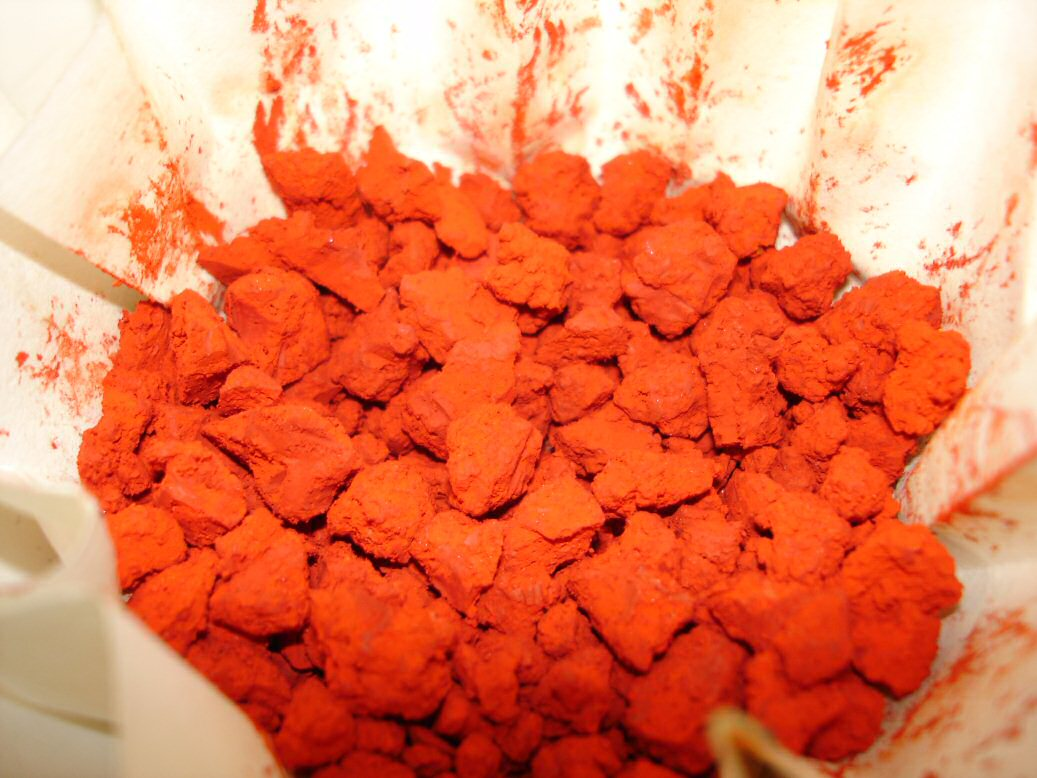
Барвник Пара червоний. Утворюється при взаємодії 2-нафтолу з 4-нітрофенілдіазонієм.

Застосовується для отримання азобарвників, таких як Судан, Кислотний помаранчевий 7.

Кислотний помаранчевий 7
Судан I
Судан II
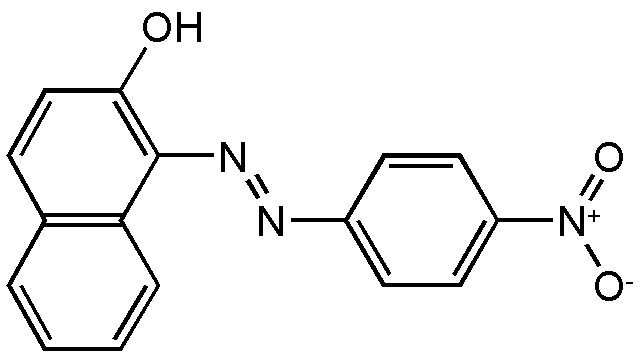
Пара червоний

Метилові та етилові етери нафтолу застосовуються для виготовлення ліків. Продукт реакції з хлороцтовою кислотою, 2-нафтоксиоцтова кислота, є стимулятором росту фруктів, а 2-гідроксиетиловий етер 2-нафтолу —заспокійливе для тварин.

## Токсичність
2-Нафтол токсичний. Подразнює шкіру і дихальні шляхи, пошкоджує кров та нирки. При довготривалому впливі пошкоджує печінку, кров, нервову систему, травний тракт. Про репродуктивну токсичність та канцерогенність невідомо.